# Les Fugitifs (comics)
Pour les articles homonymes, voir Runaway et Les Fugitifs.
Les Fugitifs (Runaways), est une série de comics parue chez Marvel Comics. La série a été créée en 2003 par Brian K. Vaughan et Adrian Alphona. L'histoire est centrée sur un groupe d'adolescents qui fuient leurs parents après avoir découvert qu'ils font partie d'une organisation criminelle de super-vilains.
Malgré un certain succès critique, Runaways n'a jamais réalisé des ventes très importantes. La série a été annulée puis relancée à deux reprises ; sa publication est interrompue depuis 2009.

## Synopsis
Six adolescents (deux garçons, quatre filles) assistent à un meurtre commis par leurs parents. Sous couvert de vies réussies et ordinaires, ceux-ci semblent être des super-vilains membres d'une organisation criminelle appelée « Cercle » qui domine le crime organisé de Los Angeles. Les jeunes gens veulent s'opposer à leurs parents mais, réalisant que la police est sous leur contrôle, ils préfèrent prendre la fuite. Avant de partir, ils ont dérobé à leurs parents des armes et autres accessoires, dont ils découvrent la puissance hors du commun. Certains se découvrent également eux-mêmes dotés de pouvoirs surhumains. Malheureusement, l'un d'entre eux serait un traitre à la solde du Cercle.

## Personnages

### Membres fondateurs
- Alex Wilder : Fils des stratèges du Cercle, il est le leader des Fugitifs.
- Nico Minoru : Fille de sorciers, elle se sert d'un sceptre qui sort de son corps quand elle saigne. C'est elle qui dirige le groupe une fois le Cercle vaincu.
- Karolina Dean : Fille d'extraterrestres, elle emmagasine l'énergie solaire dont elle se sert pour voler et lancer des rafales d'énergie.
- Chase Stein : Fils de savants fous, il possède au début de la série des gants « cracheurs de feu » dérobés à ses parents.
- Gertrude Yorks : Fille de voyageurs temporels, elle possède un lien empathique avec Dentelle, un dinosaure modifié génétiquement pour lui obéir.
- Molly Hayes : Fille de mutants, elle possède une super-force.

### Personnages actuels
- Nico Minoru : Nouveau leader des Fugitifs
- Karolina Dean (en)
- Chase Stein : Après la mort de Gertrude, Dentelle le dinosaure est passé sous son contrôle.
- Molly Hayes
- Victor Mancha : « Fils » d'Ultron, il est un cyborg destiné à détruire les Vengeurs une fois devenu adulte. Il contrôle les métaux et l'électronique.
- Xavin : Apprenti Super-Skrull, il/elle est le/la petit(e)-ami(e) et fiancé(e) de Karolina. Il change régulièrement de sexe grâce à ses pouvoirs métamorphiques. En tant que Super-Skrull il peut utiliser les pouvoirs de chacun des Quatre Fantastiques (élasticité, invisibilité et champ de force, génération de feu et vol, force surhumaine et résistance physique accrue).
- Klara Prast : ramenée avec eux après leur passage dans le passé, en 1907, elle peut contrôler toute forme de vie végétale.

### Anciens membres
- Alex Wilder : décédé.
- Gertrude Yorks : décédée.

### Autres personnages apparaissant dans la série
- La Cape et l'Épée
- Captain America
- Le Punisher

## Histoire éditoriale

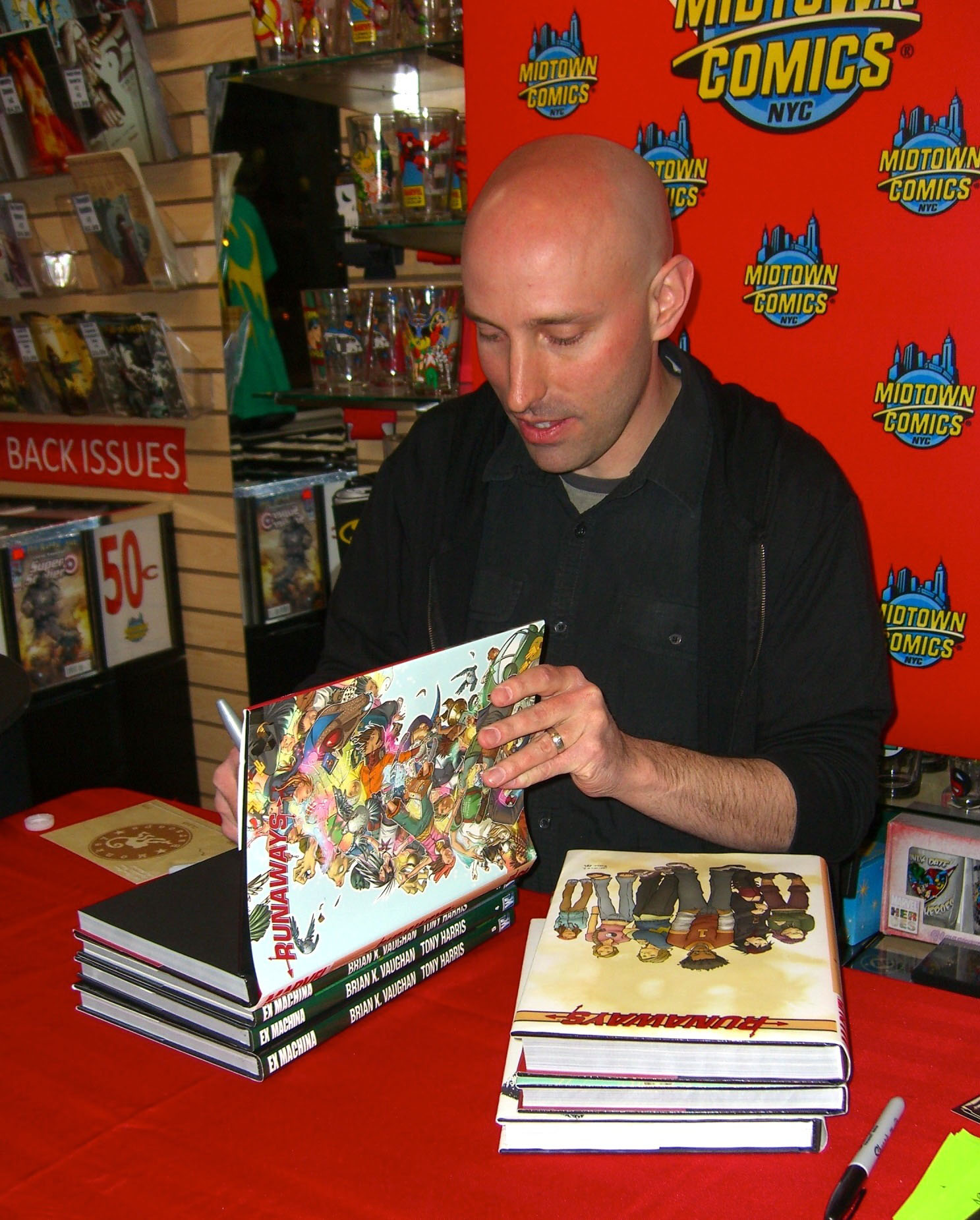
L'auteur Brian K. Vaughan en 2012 en train de signer des éditions des Fugitifs

Malgré un certain succès critique, la première série ne trouve pas son public et est annulée après 18 épisodes. Elle est assez rapidement relancée en 2005. Les créateurs Brian K. Vaughan et Adrian Alphona qui ont réalisé le premier volume sont également à l’œuvre sur ce deuxième volume, avant de se retirer après le numéro 24. Joss Whedon et Michael Ryan (en) leur succèdent pour l'arc Dead End Kids qui conclut le deuxième volume. Le troisième volume est lancé peu de temps après. Il est écrit dans un premier temps par Terry Moore, sur des dessins d'Humberto Ramos (#1-6) puis Takeshi Miyazawa (en) (#7-9). Après un numéro 10 de transition, la série est poursuivie par Kathryn Immonen (scénario) et Sara Pichelli (dessin). Cette équipe créative réalise quatre numéros, avant l'interruption de la série après le numéro 14 (novembre 2009). En 2017, la série est reprise par Rainbow Rowell et Kris Anka, pour 6 tomes. Cette dernière est pour l'instant inédite en France.

## Albums
Les traductions en français sont publiées par Panini Comics.
Première série
- Les Fugitifs Tome 1: Les joies de la famille ,collection Marvel Mini-Monster, Panini
- Les Fugitifs Tome 2: Apprenti héros, collection Marvel Mini-Monster, Panini
- Les Fugitifs Tome 3: Les gens biens meurent jeunes, collection Marvel Mini-Monster, Panini

Deuxième série
- Les Fugitifs Tome 1: Héros pour toujours, collection Marvel Deluxe, Panini
- Les Fugitifs Tome 2: Vivre vite,collection Marvel Deluxe, Panini

Troisième série
- Les Fugitifs Tome 0: Génération perdue, collection 100 % Marvel, Panini
- Les Fugitifs Tome 1: Tout faux, collection 100 % Marvel, Panini
- Les Fugitifs Tome 2: Rock zombies, collection 100 % Marvel, Panini

### Crossovers
L'équipe participe également à deux crossovers avec les Young Avengers
- Civil War : Runaways/Young Avengers,, coll. « Marvel Deluxe » (tome 5), Panini
- Secret Invasion : Runaways/Young Avengers, Panini

## Récompenses
- 2006 : Prix Harvey de la meilleure série

## Apparitions dans d'autres médias
Une adaptation en série télévisée, intégrée à l'univers cinématographique Marvel, est en production depuis 2017. Intitulée Runaways, une première saison de 10 épisodes est diffusée à partir de décembre 2017 sur Hulu. Suivent deux autres saisons avant que la série ne soit annulée.